# Peter von Biron
Peter von Biron (født 15. februar 1724, død 13. januar 1800) var den sidste Hertug af Kurland fra 1769 til 1795. 
Peter blev født i Mitau som søn af Ernst Johann von Biron, den kommende Hertug af Kurland og hans kone Benigna von Trotha. Som 16-årig blev han tvunget til at følge sin familie i eksil i Sibirien. I 1769 blev Peter givet Hertugdømmet Kurland og Semgallen af sin far. I 1775 grundlagde han Academia Petrina i Mitau med håb om, at skolen ville vokse til et universitet. Han afstod sit embede i hertugdømmet og derefter området til Det Russiske Kejserrige i 1795 og modtog til gengæld en høj apanage. Den hjalp ham til i 1782 til at  købe og renovere et palads i Berlin, Unter den Linden, Palais Kurland og slottet i Friedrichsfelde (en del af nutidens Tierpark Berlin), som han genopbyggede i luksuriøs skønhed. I april 1783 købte han Hertugdømmet Sagan fra den böhmiske Lobkovic-familie, der muliggjorde brugen af titlen Hertug af Żagań. I 1795 bestemte Rusland Kurlands skæbne med den tredje deling af Polen. Efter en "pæn henstilling" fra Rusland, overgav hertug Peter von Biron sine rettigheder til Rusland. Med underskrivelsen af det endelige dokument den 28. marts 1795 ophørte hertugdømmet Kurland. Fem år senere døde Peter i Gellenau.